# Biotodoma
Biotodoma es un pequeño género de peces de la familia Cichlidae con solo dos especies, una proveniente de la cuenca amazónica (B.cupido) y B.wavrini del Río Orinoco.

## Especies
- Biotodoma cupido
- Biotodoma wavrini